# Єна
Є́на (яп. 円, えん, ен; код: JPY, символ: ¥) — офіційна валюта Японії. В обігу перебувають монети номіналом 1, 5, 10, 50, 100 та 500 єн і банкноти 1000, 2000, 5000 та 10000 єн. Центральний банк — Банк Японії.
Єна є однією з основних резервних валют світу та займає 3 місце за обсягами торгівлі.

## Назва

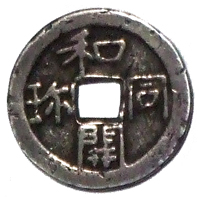
Срібна монета «Вадо-кайтін» (708 рік) з серії «Дванадцять монет давньої Японії»

Єна вперше отримала офіційний статус національної японської валюти 27 червня 1871 року згідно з урядовою постановою про нову валюту. Вона позначається ієрогліфом «円» (кружальце). Її символом є знак «¥», а міжнародним кодом — «JPY». 1 єна складається з 100 сенів, а 1 сен з 10 рінів.
Грошова одиниця, яка записується ієрогліфом «円» походить з Китаю і по-китайськи називається «юанем». У китайській імперії Цін однією з валют було срібло, яке перебувало в обігу у формі зливків. Проте у 18 столітті до китайців стали завозити іспанські та мексиканські срібні монети, які отримали назву «срібних» або «західних юанів». Згодом у Гонконгу британці налагодили випуск місцевих срібних монет, «гонконгських доларів», які китайською називалися «гонконгськими юанями». Ця валюта стала потрапляти до Японії, де «юань» звучав вже на японський лад як «ен». З 1830 року японці запустили виробництво власних срібних монет, аналогічних гонконгським за вмістом металів і вагою.
Свою ж назву «єна» японська валюта отримала від форми «ен» (японською означає «круглий»), оскільки попередні монети мали овальну або рідше прямокутну форму.[джерело?]
Попри те, що японською мовою японська валюта називається «ен», з подачі англомовних японознавців у світі закріпилися назви «єн» та «єна». Причиною цього було погане знання іноземцями японської фонетики нового часу. Перший склад слова «ен» записувався через знак «ゑ», який у старояпонській мові вимовлявся як «є», проте з середини 18 століття перейшов у «е». У ряді віддалених регіонів, особливо в місцях компактного проживання японців за межами Японії, цього переходу не відбулося. Через це у «Англійсько-японському і японського-англійському словнику» (1830) англійського місіонера Вальтера Генрі Мендхерста, який ніколи не відвідував Японію, а для укладання словника займався опитуванням японців Джакарти, ця фонетична зміна не описана, а слово «кружальце» було записано згідно зі старою вимовою — «єн». Слідом за Мендхерстом, місіонер американського походження Джеймс Кертіс Хепберн у першому виданні свого «Японського і англійського словника» (1867) так само передавав знак «ゑ» як «є», не враховуючи фонетичних змін в японській мові. Оскільки цей словник мав великий вплив на європейців і американців, які перебували в Японії, слово зі старою вимовою «єна» закріпилися у їхньому лексиконі і поширилося закордон. З часом Хепберн переглянув власну систему транслітерації і замінив «є» на «е» у третьому виданні свого словника (1886), але зробив виняток для «єни», позаяк це слово вже було усталеним в англійській мові.

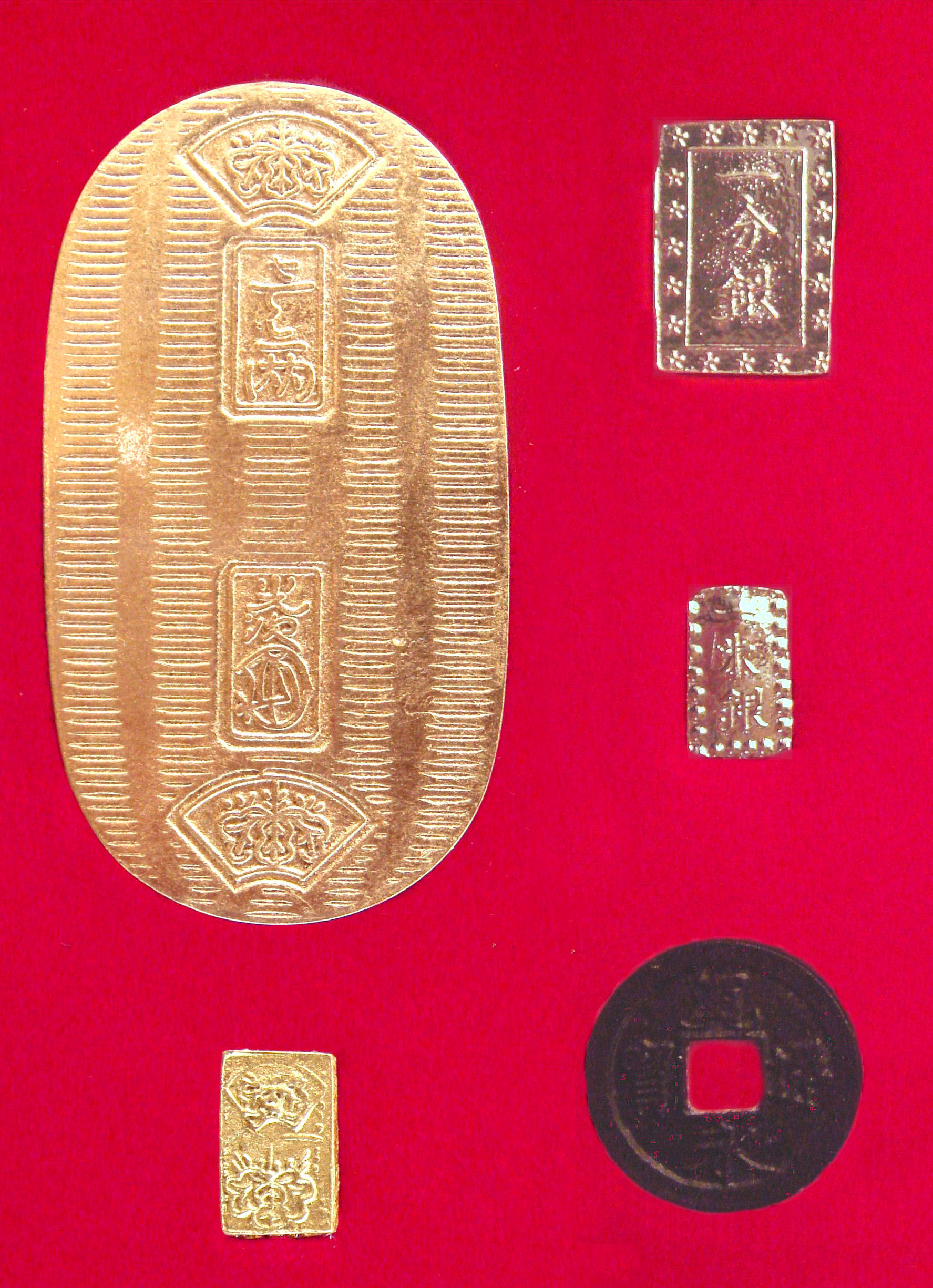
Золоті, срібні та бронзова монети системи Токуґава (1601—1867)

У часи існування Японської імперії окрім єн, які ходили на території власне Японії, існували також тайванські і корейські єни. Після розвалу імперії тайванська валюта стала називатися доларом, а корейська — воном, однак спільне для них ієрогліфічне написання «円» залишилося незмінним. В Китайській Народній Республіці назва національної валюти також походить від цього ієрогліфа. Його традиційний варіант «圓» містив велику кількість рисок і був складний для написання, тому уряд замінив його ієрогліфом-омофоном «元» (юань, основа). Таким чином ієрогліф «円» є спільним для означення всіх валют східноазійських країн, хоча його прочитання відрізняється залежно від мови цих країн.

## Історія
У 1871 році японський уряд ухвалив рішення використовувати єну як основну національну грошову одиницю замість середньовічної рьо. Було введено золотий стандарт, за яким 1 єна мала містити 1500 мг чистого золота. Японія випустила перші золоті монети західного зразка номіналом 1, 2, 5, 10, 20 і 50 єн. Вміст золота у цих монетах визначив Іто Хіробумі, який перебував з візитом у США і запозичив дані з проєкту Палати представників про вміст благородних металів у 1 доларі США. Золота єна відповідала 2 старим квадратним монетам нібункін, які виготовлялися зі сплаву золота (22,3 %) і срібла, або 1 середньовічному золотому рьо, тому її впровадження не викликало руйнації існуючої системи цін і відбулося без ускладнень.
З 1869 р. в обороті перебувало 71 золотих і 71 срібних видів «єни», а з 1918 р. їх замінили паперові гроші.

## Монети

### В обігу
| Монети, що перебувають в обігу | Монети, що перебувають в обігу | Монети, що перебувають в обігу | Монети, що перебувають в обігу | Монети, що перебувають в обігу | Монети, що перебувають в обігу                                                                        | Монети, що перебувають в обігу                     | Монети, що перебувають в обігу       | Монети, що перебувають в обігу              | Монети, що перебувають в обігу |
| Фото                           | Номінал                        | Характеристики                 | Характеристики                 | Характеристики                 | Характеристики                                                                                        | Опис                                               | Опис                                 | Опис                                        | Виготовлено                    |
| Фото                           | Номінал                        | Діаметр                        | Товщина                        | Маса                           | Склад                                                                                                 | Гурт                                               | Аверс                                | Реверс                                      | Виготовлено                    |
| ------------------------------ | ------------------------------ | ------------------------------ | ------------------------------ | ------------------------------ | --- | -------------------------------------------------- | ------------------------------------ | ------------------------------------------- | ------------------------------ |
|                                | 1 єна                          | 20 мм                          | 1,2 мм                         | 1 г                            | 100 % Al                                                                                              | гладкий                                            | номінал, молоде дерево, назва країни | номінал, рік виготовлення                   | 1955                           |
|                                | 5 єн                           | 22 мм                          | 1,5 мм                         | 3,75 г                         | 60–70 % Cu 30–40 % Zn                                                                                 | гладкий                                            | номінал, колосся рису, вода у чеку   | назва країни, рік виготовлення              | 1949                           |
|                                | 10 єн                          | 23,5 мм                        | 1,5 мм                         | 4,5 г                          | 95 % Cu 3–4 % Zn 1–2 % Sn                                                                             | рубчатий                                           | номінал, Бьодоїн, назва країни       | номінал, лавр, рік виготовлення             | 1951                           |
| гладкий                        | 10 єн                          | 23,5 мм                        | 1,5 мм                         | 4,5 г                          | 95 % Cu 3–4 % Zn 1–2 % Sn                                                                             | 1959                                               | номінал, Бьодоїн, назва країни       | номінал, лавр, рік виготовлення             |                                |
|                                | 50 єн                          | 21 мм                          | 1,7 мм                         | 4 г                            | Мельхіор 75 % Cu 25 % Ni                                                                              | рубчатий                                           | номінал, хризантема, назва країни    | номінал, рік виготовлення                   | 1967                           |
|                                | 100 єн                         | 22,6 мм                        | 1,7 мм                         | 4,8 г                          | Мельхіор 75 % Cu 25 % Ni                                                                              | рубчатий                                           | номінал, сакура, назва країни        | номінал, рік виготовлення                   | 1967                           |
|                                | 500 єн                         | 26,5 мм                        | 2 мм                           | 7,2 г                          | Мельхіор 75 % Cu 25 % Ni                                                                              | гладкий з написом: «NIPPON ? 500 ? NIPPON ? 500 ?» | номінал, павловнія, назва країни,    | номінал, бамбук, мандарин, рік виготовлення | 1982                           |
|                                | 500 єн                         | 26,5 мм                        | 2 мм                           | 7 г                            | 72 % Cu 20 % Zn 8 % Ni                                                                                | наріз навскіс                                      | номінал, павловнія, назва країни,    | номінал, бамбук, мандарин, рік виготовлення | 2000                           |
|                                | 500 єн                         | 26,5 mm                        | 1.81 mm                        | 7 r                            | Зовнішній край: нікельована латунь Внутрішня частина: мельхіор (75 % мідь 12,5 % цинку 12,5 % нікелю) | Гвинтові фестончасті                               | номінал, павловнія, назва країни,    | номінал, бамбук, мандарин, рік випуску      | 2021                           |

### Вилучені з обігу

#### Золоті
Вилучені з обігу 31 травня 1987 року.
| Золоті єни | Золоті єни | Золоті єни     | Золоті єни     | Золоті єни      | Золоті єни | Золоті єни                              | Золоті єни                                               | Золоті єни  | Золоті єни  |
| Фото       | Номінал    | Характеристики | Характеристики | Характеристики  | Опис       | Опис                                    | Опис                                                     | Виготовлено | Виготовлено |
| Фото       | Номінал    | Діаметр        | Маса           | Склад           | Гурт       | Аверс                                   | Реверс                                                   | Рік         | Кількість   |
| ---------- | ---------- | -------------- | -------------- | --------------- | ---------- | --------------------------------------- | -------------------------------------------------------- | ----------- | ----------- |
|            | 1 єна      | 13,515         | 1,66           | 90 % Au 10 % Ag | рубчатий   | номінал, назва країни, рік виготовлення | емблема Імператора, сонце, павловнія, прапори Імператора | 1871–1872   | 2,037,055   |
|            | 1 єна      | 12,121         | 1,66           | 90 % Au 10 % Ag | рубчатий   | номінал, назва країни, рік виготовлення | емблема Імператора, сонце, павловнія, прапори Імператора | 1874–1880   | 2,037,055   |
|            | 2 єни      | 17,484         | 3,33           | 90 % Au 10 % Ag | рубчатий   | номінал, назва країни, рік виготовлення | емблема Імператора, сонце, павловнія, прапори Імператора | 1871–1872   | 883 749     |
|            | 2 єни      | 16,969         | 3,33           | 90 % Au 10 % Ag | рубчатий   | номінал, назва країни, рік виготовлення | емблема Імператора, сонце, павловнія, прапори Імператора | 1874–1880   | 883 749     |
|            | 5 єн       | 23,848         | 8,33           | 90 % Au 10 % Ag | рубчатий   | номінал, назва країни, рік виготовлення | емблема Імператора, сонце, павловнія, прапори Імператора | 1871–1872   | 883 749     |
|            | 5 єни      | 21,819         | 8,33           | 90 % Au 10 % Ag | рубчатий   | номінал, назва країни, рік виготовлення | емблема Імператора, сонце, павловнія, прапори Імператора | 1874–1880   | 883 749     |
|            | 5 єн       | 16,969         | 4,16           | 90 % Au 10 % Ag | рубчатий   | емблема Імператора, номінал, павловнія  | номінал, назва країни, сонце, рік виготовлення           | 1897–1930   | 1 369 246   |
|            | 10 єн      | 29,424         | 16,66          | 90 % Au 10 % Ag | рубчатий   | номінал, назва країни, рік виготовлення | емблема Імператора, сонце, павловнія, прапори Імператора | 1871–1873   | 1 871 013   |
|            | 10 єн      | 29,394         | 16,66          | 90 % Au 10 % Ag | рубчатий   | номінал, назва країни, рік виготовлення | емблема Імператора, сонце, павловнія, прапори Імператора | 1876–1880   | 1 871 013   |
|            | 10 єн      | 21,212         | 8,33           | 90 % Au 10 % Ag | рубчатий   | емблема Імператора, номінал, павловнія  | номінал, назва країни, сонце, рік виготовлення           | 1897–1910   | 20 295 000  |
|            | 20 єн      | 35.060         | 33,33          | 90 % Au 10 % Ag | рубчатий   | номінал, назва країни, рік виготовлення | емблема Імператора, сонце, павловнія, прапори Імператора | 1870–1880   | 47 270      |
|            | 20 єн      | 28,787         | 16,66          | 90 % Au 10 % Ag | рубчатий   | емблема Імператора, номінал, павловнія  | номінал, назва країни, сонце, рік виготовлення           | 1897–1932   | 5 895 491   |

#### Срібні
| Срібні єни | Срібні єни | Срібні єни     | Срібні єни     | Срібні єни      | Срібні єни | Срібні єни                                                    | Срібні єни                                                    | Срібні єни  | Срібні єни  |
| Фото       | Номінал    | Характеристики | Характеристики | Характеристики  | Опис       | Опис                                                          | Опис                                                          | Виготовлено | Виготовлено |
| Фото       | Номінал    | Діаметр        | Маса           | Склад           | Гурт       | Аверс                                                         | Реверс                                                        | Рік         | Кількість   |
| ---------- | ---------- | -------------- | -------------- | --------------- | ---------- | ------------------------------------------------------------- | ------------------------------------------------------------- | ----------- | ----------- |
|            | 1 єна      | 37,575         | 26,95          | 90 % Ag 10 % Cu | рубчатий   | номінал, дракон, назва країни, рік виготовлення               | емблема Імператора, сонце, павловнія                          | 1870        | 3 685 693   |
|            | 1 єна      | 37,575         | 26,95          | 90 % Ag 10 % Cu | рубчатий   | номінал (англійською), дракон, назва країни, рік виготовлення | емблема Імператора, номінал, павловнія                        | 1874—1897   | 158 464 307 |
|            | 1 єна      | 38,58          | 27,21          | 90 % Ag 10 % Cu | рубчатий   | номінал (англійською), дракон, назва країни, рік виготовлення | емблема Імператора, номінал, павловнія                        | 1875—1877   | 3 057 252   |
|            | 1 єна      | 37,575         | 26,95          | 90 % Ag 10 % Cu | рубчатий   | емблема Імператора, номінал, павловнія                        | номінал (англійською), дракон, назва країни, рік виготовлення | 1901—1914   | 39 387 407  |
|            | 100 єн     | 22,6           | 4,8            | 60 % Ag 30 % Cu | рубчатий   | номінал, фенікс, назва країни                                 | номінал (англійською), сонце, айстра, рік виготовлення        | 1957—1958   | 100 010 108 |
|            | 100 єн     | 22,6           | 4,8            | 60 % Ag 30 % Cu | рубчатий   | номінал, колосся рису, назва країни                           | номінал, півсфери, рік виготовлення                           | 1959—1966   | 390 031 376 |

#### Латунні
| Латунні єни | Латунні єни | Латунні єни    | Латунні єни    | Латунні єни               | Латунні єни | Латунні єни               | Латунні єни                                           | Латунні єни | Латунні єни |
| Фото        | Номінал     | Характеристики | Характеристики | Характеристики            | Опис        | Опис                      | Опис                                                  | Виготовлено | Виготовлено |
| Фото        | Номінал     | Діаметр        | Маса           | Склад                     | Гурт        | Аверс                     | Реверс                                                | Рік         | Кількість   |
| ----------- | ----------- | -------------- | -------------- | ------------------------- | ----------- | ------------------------- | ----------------------------------------------------- | ----------- | ----------- |
|             | 1 єна       | 20,0           | 3,20           | 60 %—70 % Cu 30 %—40 % Zn | гладкий     | номінал, мандарин         | номінал (англійською), назва країни, рік виготовлення | 1948–1950   | 451 209 608 |
|             | 5 єна       | 22,0           | 4,0            | 60 %—70 % Cu 30 %—40 % Zn | гладкий     | номінал, Парламент Японії | голуб, назва країни, рік виготовлення                 | 1948–1949   | 254 262 744 |

## Банкноти

### В обігу
Пам'ятна серія D (2000)
| Пам'ятна серія D (2000) | Пам'ятна серія D (2000) | Пам'ятна серія D (2000) | Пам'ятна серія D (2000) | Пам'ятна серія D (2000) | Пам'ятна серія D (2000)           | Пам'ятна серія D (2000)                                | Пам'ятна серія D (2000) |
| Фото                    | Фото                    | Номінал                 | Розмір                  | Основний колір          | Опис                              | Опис                                                   | Випуск                  |
| Аверс                   | Реверс                  | Номінал                 | Розмір                  | Основний колір          | Аверс                             | Реверс                                                 | Випуск                  |
| ----------------------- | ----------------------- | ----------------------- | ----------------------- | ----------------------- | --------------------------------- | ------------------------------------------------------ | ----------------------- |
|                         |                         | 2 000 єн                | 154 × 76 мм             | Зелений                 | Церемоніальні ворота в Замку Сюрі | Сцена з «Повість про Ґендзі» і портрет Мурасакі Сікібу | 19 липня 2000           |

Серія Е (2004)
| Серія Е (2004) | Серія Е (2004) | Серія Е (2004) | Серія Е (2004) | Серія Е (2004) | Серія Е (2004)  | Серія Е (2004)                   | Серія Е (2004)   |
| Фото           | Фото           | Номінал        | Розмір         | Основний колір | Опис            | Опис                             | Випуск           |
| Аверс          | Реверс         | Номінал        | Розмір         | Основний колір | Аверс           | Реверс                           | Випуск           |
| -------------- | -------------- | -------------- | -------------- | -------------- | --------------- | -------------------------------- | ---------------- |
|                |                | 1 000 єн       | 150 × 76 мм    | Синій          | Хидей Ногучі    | Гора Фудзі, озеро Мотосу, сакура | 1 листопада 2004 |
|                |                | 5 000 єн       | 156 × 76 мм    | Фіолетовий     | Ітійо Хіґуті    | Іриси художника Огата Корина     | 1 листопада 2004 |
|                |                | 10 000 єн      | 160 × 76 мм    | Брунатний      | Фукудзава Юкіті | Фенікс з Зали феніксів Бьодоїн   | 1 листопада 2004 |

9 квітня 2019 року міністр фінансів Асо Таро оголосив про новий дизайн банкнот номіналом 1 000, 5 000 і 10 000 єн, які будуть використовуватися з 2024 року. На банкноті номіналом 1000 єн зображені Кітасато Сібасабуро і Велика хвиля в Канаґаві, на банкноті номіналом 5 000 єн зображені Цуда Умеко і квіти ґліцинії, а на банкноті номіналом 10 000 єн зображені Шібусава Ейїчі і залізничний вокзал Токіо.
| Аверс | Реверс | Номінал   | Розмір      | Основний колір | Аверс               | Реверс                                                     | Випуск       |
| ----- | ------ | --------- | ----------- | -------------- | ------------------- | ---------------------------------------------------------- | ------------ |
|       |        | 1 000 єн  | 150 × 76 мм | Синій          | Кітасато Сібасабуро | Велика хвиля в Канаґаві з серії Тридцять шість видів Фудзі | 3 липня 2024 |
|       |        | 5 000 єн  | 156 × 76 мм | Фіолетовий     | Цуда Умеко          | Квіти ґліцинії                                             | 3 липня 2024 |
|       |        | 10 000 єн | 160 x 76 мм | Коричневий     | Шібусава Ейїчі      | Залізничний вокзал Токіо                                   | 3 липня 2024 |

## Єна як світова резервна валюта
На початок XXI століття, єна разом з британським фунтом займає 3—4 місця у світі за обсягами торгівлі та часткою в іноземних валютних резервах центробанків різних країн. Також є однією з п'яти резервних валют Міжнародного валютного фонду. Це пояснюється економікою Японії, яка є однією з найбільших, найрозвиненіших та найстабільніших у світі. Втім, в кінці минулого та на початку теперішнього століття, відбувалося скорочення частки накопичень в японських єнах, що викликано сповільненням темпів зростання економіки Японії.
|                        | 2024 | 2023    | 2022    | 2021    | 2020    | 2019    | 2018    | 2017    | 2016    | 2015    | 2014    | 2013    | 2012    | 2011    | 2010    | 2009    | 2008    | 2007    | 2006    | 2005    | 2004    | 2003    | 2002    | 2001    | 2000    | 1999    | 1998    | 1997    | 1996    | 1995    | 1984   | 1983   | 1982   | 1980   | 1976   | 1972   | 1970   |
| Долар США              | 57,80 % | 58,42 % | 58,52 % | 58,80 % | 58,92 % | 60,75 % | 61,76 % | 62,73 % | 65,36 % | 65,75 % | 65,17 % | 61,28 % | 61,50 % | 62,69 % | 62,24 % | 62,15 % | 63,77 % | 63,87 % | 65,04 % | 66,51 % | 65,51 % | 65,45 % | 66,50 % | 71,51 % | 71,13 % | 71,01 % | 69,28 % | 65,10 % | 61,98 % | 58,96 % | 65,8 % | 68,5 % | 68,4 % | 67,2 % | 76,6 % | 78,6 % | 77,2 % |
| Євро                   | 19,83 % | 19,95 % | 20,37 % | 20,59 % | 21,29 % | 20,59 % | 20,67 % | 20,17 % | 19,14 % | 19,15 % | 21,21 % | 24,21 % | 24,07 % | 24,44 % | 25,76 % | 27,70 % | 26,21 % | 26,13 % | 24,99 % | 23,89 % | 24,68 % | 25,03 % | 23,65 % | 19,18 % | 18,29 % | 17,90 % |         |         |         |         |        |        |        |        |        |        |        |
| Німецька марка         | |         |         |         |         |         |         |         |         |         |         |         |         |         |         |         |         |         |         |         |         |         |         |         |         |         | 13,79 % | 14,48 % | 14,67 % | 15,75 % | 12,1 % | 11,2 % | 12,4 % | 14,8 % | 8,8 %  | 4,6 %  | 1,9 %  |
| Японська єна           | 5,82 % | 5,69 %  | 5,54 %  | 5,52 %  | 6,03 %  | 5,87 %  | 5,19 %  | 4,90 %  | 3,95 %  | 3,75 %  | 3,55 %  | 3,82 %  | 4,09 %  | 3,61 %  | 3,66 %  | 2,90 %  | 3,47 %  | 3,18 %  | 3,46 %  | 3,96 %  | 4,28 %  | 4,42 %  | 4,94 %  | 5,04 %  | 6,06 %  | 6,37 %  | 6,24 %  | 5,77 %  | 6,71 %  | 6,77 %  | 5,4 %  | 4,7 %  | 4,6 %  | 4,3 %  | 2,1 %  | 0,1 %  |        |
| Британський фунт       | 4,73 % | 4,86 %  | 4,90 %  | 4,81 %  | 4,73 %  | 4,64 %  | 4,43 %  | 4,54 %  | 4,35 %  | 4,72 %  | 3,70 %  | 3,99 %  | 4,04 %  | 3,84 %  | 3,94 %  | 4,25 %  | 4,22 %  | 4,82 %  | 4,52 %  | 3,75 %  | 3,49 %  | 2,86 %  | 2,92 %  | 2,70 %  | 2,75 %  | 2,89 %  | 2,66 %  | 2,58 %  | 2,68 %  | 2,11 %  | 2,8 %  | 2,6 %  | 2,4 %  | 2,9 %  | 1,9 %  | 7,1 %  | 10,4 % |
| Канадський долар       | 2,77 % | 2,59 %  | 2,39 %  | 2,38 %  | 2,08 %  | 1,86 %  | 1,84 %  | 2,03 %  | 1,94 %  | 1,78 %  | 1,75 %  | 1,83 %  | 1,43 %  |         |         |         |         |         |         |         |         |         |         |         |         |         |         |         |         |         |        |        |        |        |        |        |        |
| Китайський юань        | 2,18 % | 2,29 %  | 2,61 %  | 2,80 %  | 2,29 %  | 1,94 %  | 1,89 %  | 1,23 %  | 1,08 %  |         |         |         |         |         |         |         |         |         |         |         |         |         |         |         |         |         |         |         |         |         |        |        |        |        |        |        |        |
| Австралійський долар   | 2,06 % | 2,14 %  | 1,97 %  | 1,84 %  | 1,83 %  | 1,70 %  | 1,63 %  | 1,80 %  | 1,69 %  | 1,77 %  | 1,60 %  | 1,82 %  | 1,46 %  |         |         |         |         |         |         |         |         |         |         |         |         |         |         |         |         |         |        |        |        |        |        |        |        |
| Французький франк      | |         |         |         |         |         |         |         |         |         |         |         |         |         |         |         |         |         |         |         |         |         |         |         |         |         | 1,62 %  | 1,44 %  | 1,85 %  | 2,35 %  | 1,0 %  | 1,1 %  | 1,3 %  | 1,7 %  | 1,6 %  | 0,9 %  | 1,1 %  |
| Швейцарський франк     | 0,17 % | 0,19 %  | 0,23 %  | 0,17 %  | 0,17 %  | 0,15 %  | 0,14 %  | 0,18 %  | 0,16 %  | 0,27 %  | 0,24 %  | 0,27 %  | 0,21 %  | 0,08 %  | 0,13 %  | 0,12 %  | 0,14 %  | 0,16 %  | 0,17 %  | 0,15 %  | 0,17 %  | 0,23 %  | 0,41 %  | 0,25 %  | 0,27 %  | 0,23 %  | 0,33 %  | 0,35 %  | 0,30 %  | 0,33 %  | 2,0 %  | 2,3 %  | 2,7 %  | 3,2 %  | 2,2 %  | 1,0 %  | 0,7 %  |
| Нідерландський гульден | |         |         |         |         |         |         |         |         |         |         |         |         |         |         |         |         |         |         |         |         |         |         |         |         |         | 0,27 %  | 0,35 %  | 0,24 %  | 0,32 %  |        |        |        |        |        |        |        |
| Інші                   | 4,64 % | 3,87 %  | 3,48 %  | 3,09 %  | 2,65 %  | 2,51 %  | 2,45 %  | 2,43 %  | 2,33 %  | 2,82 %  | 2,78 %  | 2,78 %  | 3,20 %  | 5,33 %  | 4,27 %  | 2,88 %  | 2,20 %  | 1,83 %  | 1,81 %  | 1,74 %  | 1,87 %  | 2,01 %  | 1,58 %  | 1,31 %  | 1,49 %  | 1,60 %  | 4,50 %  | 3,86 %  | 4,48 %  | 4,87 %  | 10,9 % | 9,6 %  | 8,2 %  | 5,9 %  | 6,8 %  | 7,7 %  | 8,7 %  |
|                        | Джерела: World Currency Composition of Official Foreign Exchange Reserves Міжнародний валютний фонд (1995-2024), The evolution of reserve currency diversification, December 1986 Банк міжнародних розрахунків (1970-1984) |         |         |         |         |         |         |         |         |         |         |         |         |         |         |         |         |         |         |         |         |         |         |         |         |         |         |         |         |         |        |        |        |        |        |        |        |

## Історичний курс

Графік валютного курсу єни до долара США з 1950 року

Таблиця демонструє середній місячний курс єни до долара США з 1949 по 2015 рік. Жовтим кольором виділені максимум та мінімум.
| Рік     | Місяць | Місяць | Місяць | Місяць | Місяць | Місяць | Місяць | Місяць | Місяць | Місяць | Місяць | Місяць |
| Рік     | Січ    | Лют    | Бер    | Кві    | Тра    | Чер    | Лип    | Сер    | Вер    | Жов    | Лис    | Гру    |
| ------- | ------ | ------ | ------ | ------ | ------ | ------ | ------ | ------ | ------ | ------ | ------ | ------ |
| 1949–71 | 360    | 360    | 360    | 360    | 360    | 360    | 360    | 360    | 360    | 360    | 360    | 360    |
| 1972    | 308    | 308    | 308    | 308    | 308    | 308    | 308    | 308    | 308    | 308    | 308    | 308    |
| 1973    | 301.15 | 270.00 | 265.83 | 265.50 | 264.95 | 265.30 | 263.45 | 265.30 | 265.70 | 266.68 | 279.00 | 280.00 |
| 1974    | 299.00 | 287.60 | 276.00 | 279.75 | 281.90 | 284.10 | 297.80 | 302.70 | 298.50 | 299.85 | 300.10 | 300.95 |
| 1975    | 297.85 | 286.60 | 293.80 | 293.30 | 291.35 | 296.35 | 297.35 | 297.90 | 302.70 | 301.80 | 303.00 | 305.15 |
| 1976    | 303.70 | 302.25 | 299.70 | 299.40 | 299.95 | 297.40 | 293.40 | 288.76 | 287.30 | 293.70 | 296.45 | 293.00 |
| 1977    | 288.25 | 283.25 | 277.30 | 277.50 | 277.30 | 266.50 | 266.30 | 267.43 | 264.50 | 250.65 | 244.20 | 240.00 |
| 1978    | 241.74 | 238.83 | 223.40 | 223.90 | 223.15 | 204.50 | 190.80 | 190.00 | 189.15 | 176.05 | 197.80 | 195.10 |
| 1979    | 201.40 | 202.35 | 209.30 | 219.15 | 219.70 | 217.00 | 216.90 | 220.05 | 223.45 | 237.80 | 249.50 | 239.90 |
| 1980    | 237.73 | 244.07 | 248.61 | 251.45 | 228.06 | 218.11 | 220.91 | 224.34 | 214.95 | 209.21 | 212.99 | 209.79 |
| 1981    | 202.19 | 205.76 | 208.84 | 215.07 | 220.78 | 224.21 | 232.11 | 233.62 | 229.83 | 231.40 | 223.76 | 219.02 |
| 1982    | 224.55 | 235.25 | 240.64 | 244.90 | 236.97 | 251.11 | 255.10 | 258.67 | 262.74 | 271.33 | 265.02 | 242.49 |
| 1983    | 232.90 | 236.27 | 237.92 | 237.70 | 234.78 | 240.06 | 240.49 | 244.36 | 242.71 | 233.00 | 235.25 | 234.34 |
| 1984    | 233.95 | 233.67 | 225.52 | 224.95 | 230.67 | 233.29 | 242.72 | 242.24 | 245.19 | 246.89 | 243.29 | 247.96 |
| 1985    | 254.11 | 260.34 | 258.43 | 251.67 | 251.57 | 248.95 | 241.70 | 237.20 | 236.91 | 214.84 | 203.85 | 202.75 |
| 1986    | 200.05 | 184.62 | 178.83 | 175.56 | 166.89 | 167.82 | 158.65 | 154.11 | 154.78 | 156.04 | 162.72 | 162.13 |
| 1987    | 154.48 | 153.49 | 151.56 | 142.96 | 140.47 | 144.52 | 150.20 | 147.57 | 143.03 | 143.48 | 135.25 | 128.25 |
| 1988    | 127.44 | 129.26 | 127.23 | 124.88 | 124.74 | 127.20 | 133.10 | 133.63 | 134.45 | 128.85 | 123.16 | 123.63 |
| 1989    | 127.24 | 127.77 | 130.35 | 132.01 | 138.40 | 143.92 | 140.63 | 141.20 | 145.06 | 141.99 | 143.55 | 143.62 |
| 1990    | 145.09 | 145.54 | 153.19 | 158.50 | 153.52 | 153.78 | 149.23 | 147.46 | 138.96 | 129.73 | 129.01 | 133.72 |
| 1991    | 133.65 | 130.44 | 137.09 | 137.15 | 138.02 | 139.83 | 137.98 | 136.85 | 134.59 | 130.81 | 129.64 | 128.07 |
| 1992    | 125.05 | 127.53 | 132.75 | 133.59 | 130.55 | 126.90 | 125.66 | 126.34 | 122.72 | 121.14 | 123.84 | 123.98 |
| 1993    | 125.02 | 120.97 | 117.02 | 112.37 | 110.23 | 107.29 | 107.77 | 103.72 | 105.27 | 106.94 | 107.81 | 109.72 |
| 1994    | 111.49 | 106.14 | 105.12 | 103.48 | 104.00 | 102.69 | 098.54 | 099.86 | 098.79 | 098.40 | 098.00 | 100.17 |
| 1995    | 099.79 | 098.23 | 090.77 | 083.53 | 085.21 | 084.54 | 087.24 | 094.56 | 100.31 | 100.68 | 101.89 | 101.86 |
| 1996    | 105.81 | 105.70 | 105.85 | 107.40 | 106.49 | 108.82 | 109.25 | 107.84 | 109.76 | 112.30 | 112.27 | 113.74 |
| 1997    | 118.18 | 123.01 | 122.66 | 125.47 | 118.91 | 114.31 | 115.10 | 117.89 | 120.74 | 121.13 | 125.35 | 129.52 |
| 1998    | 129.45 | 125.85 | 128.83 | 131.81 | 135.08 | 140.35 | 140.66 | 144.76 | 134.50 | 121.33 | 120.61 | 117.40 |
| 1999    | 113.14 | 116.73 | 119.71 | 119.66 | 122.14 | 120.81 | 119.76 | 113.30 | 107.45 | 106.00 | 104.83 | 102.61 |
| 2000    | 105.21 | 109.34 | 106.62 | 105.35 | 108.13 | 106.13 | 107.90 | 108.02 | 106.75 | 108.34 | 108.87 | 112.21 |
| 2001    | 117.10 | 116.10 | 121.21 | 123.77 | 121.83 | 122.19 | 124.63 | 121.53 | 118.91 | 121.32 | 122.33 | 127.32 |
| 2002    | 132.66 | 133.53 | 131.15 | 131.01 | 126.39 | 123.44 | 118.08 | 119.03 | 120.49 | 123.88 | 121.54 | 122.17 |
| 2003    | 118.67 | 119.29 | 118.49 | 119.82 | 117.26 | 118.27 | 118.65 | 118.81 | 115.09 | 109.58 | 109.18 | 107.87 |
| 2004    | 106.39 | 106.54 | 108.57 | 107.31 | 112.27 | 109.45 | 109.34 | 110.41 | 110.05 | 108.90 | 104.86 | 103.82 |
| 2005    | 103.27 | 104.84 | 105.30 | 107.35 | 106.94 | 108.62 | 111.94 | 110.65 | 111.03 | 114.84 | 118.45 | 118.60 |
| 2006    | 115.33 | 117.81 | 117.31 | 117.13 | 111.53 | 114.57 | 115.59 | 115.86 | 117.02 | 118.59 | 117.33 | 117.26 |
| 2007    | 120.59 | 120.49 | 117.29 | 118.81 | 120.77 | 122.64 | 121.56 | 116.74 | 115.01 | 115.77 | 111.24 | 112.28 |
| 2008    | 107.60 | 107.18 | 100.83 | 102.41 | 104.11 | 106.86 | 106.76 | 109.24 | 106.71 | 100.20 | 096.89 | 091.21 |
| 2009    | 090.35 | 092.53 | 097.83 | 098.92 | 096.43 | 096.58 | 094.49 | 094.90 | 091.40 | 090.28 | 089.11 | 089.52 |
| 2010    | 091.26 | 090.28 | 090.56 | 093.43 | 091.79 | 090.89 | 087.67 | 085.44 | 084.31 | 081.80 | 082.43 | 083.38 |
| 2011    | 082.63 | 082.52 | 081.82 | 083.34 | 081.23 | 080.49 | 079.44 | 077.09 | 076.78 | 076.72 | 077.50 | 077.81 |
| 2012    | 076.94 | 078.47 | 082.37 | 081.42 | 079.70 | 079.27 | 078.96 | 078.68 | 078.17 | 078.97 | 080.92 | 083.60 |
| 2013    | 089.15 | 093.07 | 094.73 | 097.74 | 101.01 | 097.52 | 099.66 | 097.83 | 099.30 | 097.73 | 100.04 | 103.42 |
| 2014    | 103.94 | 102.02 | 102.30 | 102.54 | 101.78 | 102.05 | 101.73 | 102.95 | 107.16 | 108.03 | 116.24 | 119.29 |
| 2015    | 118.25 | 118.59 | 120.37 | 119.57 | 120.82 | 123.7  | 123.31 | 123.17 | 120.13 | 119.99 | 122.58 | 121.78 |
| 2016    | 118.18 | 115.01 | 113.05 | 109.72 | 109.24 | 105.44 | 103.97 | 101.28 | 101.99 | 103.81 |        |        |
| Рік     | Січ    | Лют    | Бер    | Кві    | Тра    | Чер    | Лип    | Сер    | Вер    | Жов    | Лис    | Гру    |
| Рік     | Місяць |        |        |        |        |        |        |        |        |        |        |        |

## Поточний курс
Японська єна має в світі репутацію надійної валюти-сховища у часи різних економічних потрясінь. У такі періоди (як наприклад фінансова криза 2008 року) попит на валюту (і відповідно її обмінний курс) росте. Однак це не завжди справджується. Так протягом 2022-24 років, японська єна значно знизилася через відмінну політику Банку Японії у відсоткових ставках відносно інших провідних центральних банків світу, насамперед Федеральної резервної системи США.
Станом на 10 липня 2025, валютний курс єни (за даними МВФ, ЄЦБ та НБУ) становить 145,9 єн за 1 долар США, 170,8 єн за 1 євро та 3,496 єн за 1 гривню.